# Tandstik
En tandstik eller tandstikker er en lille tynd pind af træ, plast, bambus, metal, knogler eller andet stof, med mindst en og undertiden to spidse ender, der skal indsættes mellem tænderne for at fjerne detritus, normalt efter et måltid.